# ノトスクス
ノトスクス（学名：Notosuchus）は、アルゼンチンに分布する後期白亜紀の地層から化石が産出した、ノトスクス亜目に属する偽鰐類の属。全長は約1.4メートルで、頭部は上下に高く、吻部が前後に短い。哺乳類のような異歯性を示し、門歯・犬歯・臼歯に類似する多様な歯を有する。食性については動物食性説と植物食性説がある。

## 分類
ノトスクスは比較的小型で、全長は約1.4メートルに達し、タイプ種ノトスクス・テレストリス (N. terrestris) の選定基準標本は頭骨長約16センチメートルである。化石はアルゼンチンのパタゴニアでバホ・デ・ラ・カルパ層で発見された。命名された1896年当時、ノトスクスは最初に知られたノトスクス亜目の属となった。タイプ種以外には1957年に未明された第二の種である N. lepidus がいる。

## 特徴
2008年には N. terrestris の新たな化石が Fiorelli and Calvo (2008) により記載された。同論文中では、著者らはブタに類似した短い鼻を頭蓋骨が支持していたことを提唱した。鼻孔が前側に向くことと骨質の鼻中隔が存在しないことからこの証拠が得られるほか、鼻骨と下顎の表面に走る線はそれぞれ鼻唇筋と下制筋の付着部として機能した可能性が高く見積もられる。加えて、著者らは歯骨の外側の縁に整列した夥しい神経血管孔が存在することを指摘し、これが頬のよううな筋繊維が存在した証拠であると提唱した。突出した鼻は現生のイノシシ科やペッカリー科の哺乳類と同様に地面の臭いを嗅ぎ分けて餌を探すことに用いられ、頬は横からの餌の漏出を阻害して咀嚼を補助した可能性が高い。その後の頭蓋骨の再記載において、ノトスクスの軟組織の増強は最小限に留まるという証拠が示された。
なお、ノトスクスが何を摂食したかは諸説ある。食性として従来植物食性が指摘されており、先述した Fiorelli and Calvo (2008) は頭蓋骨の形態からノトスクスの食性について植物食性と判断し、先行研究の指摘を確認している。ただし、Melstrom and Irmis (2019) は、歯の表面の形状の複雑性を定量的に評価するOPCRという指標を用い、ノトスクスのOPCRが絶滅したボヴェリスクスや現生のカイマンよりも低いことを発見した。これに基づき、ノトスクスが植物性の物質を摂食したことを完全に否定したわけではないものの、本属が大部分を動物起源の肉に頼って栄養していたことを Melstrom and Irmis (2019) は論じている。
レクトタイプの他に60を超える完全な化石標本と断片標本を対象にネウケン州立自然史博物館が研究を行い、2018年に頭蓋骨と下顎の再記載を発表している。それによればノトスクスの頭蓋骨には性的二形と解釈されうる形態差が存在しており、これを明らかにするためにはさらなる化石標本が必要とされる。